# Frans Heesen Stadion
Het Frans Heesen Stadion is het multifunctionele stadion van TOP Oss in Oss. Het stadion heeft een totale capaciteit van 4.700 toeschouwers. De bijnaam van het stadion is Het Osse Kuipje.

## Faciliteiten

### Algemeen
Het stadion bestaat uit drie tribunes, er ontbreekt één tribune achter een van de goals. Op deze plek staat de locatie van een middelbare school. Het stadion heeft door de jaren heen verschillende metamorfoses ondergaan. Hierdoor is het een multifunctioneel complex waarin een zwembad, fitnesscentrum, indoorsporthal, restaurant- en hotel, de business club, en 9 skyboxen zitten.
Onder de tribune aan de korte zijde zit tevens het supporterhome 'Dikke Piet'. Daarnaast herbergt deze tribune het in 2016 opgeleverde clubgebouw van de amateurtak van TOP Oss (SV TOP).
Tijdens reguliere competitiewedstrijden zitten er ongeveer 2000 supporters op de tribune. Doordat er geen hekken tussen het veld en de tribune zitten, is er een knusse sfeer in het stadion waarbij de toeschouwers dicht bij het veld kunnen komen.

### Capaciteit
| Tribune            | Capaciteit | Eenheid  |
| ------------------ | ---------- | -------- |
| A-tribune          | 1687       | personen |
| B-tribune          | 1144       | personen |
| C-tribune          | 1309       | personen |
| Uitvak (B-tribune) | 450        | personen |

## Historie
Het in 1928 opgerichte TOP kreeg in 1930 voor het eerst een eigen sportpark, namelijk aan de Molenstraat. In 1946 is de club verhuist naar de Heescheweg. Sindsdien speelt TOP speelt op hetzelfde terrein. In deze periode nog aan de zgnde. 'Heescheweg'. Door gemeentelijke herinrichting van de omgeving werd het adres later de 'Mondriaanlaan' en ligt het tegenwoordig aan de 'Nelson Mandelaboulevard'.
Naarmate de club meer sportieve successen boekte, nam de publieke belangstelling ook toe. Als gevolg hiervan werd het hoofdveld geleidelijk uitgebreid met sta-tribunes. Zo trok TOP tijdens het eerste profavontuur in de jaren 50 van de twintigste eeuw, gemiddeld meer dan 5000 toeschouwers.
Voor de eerste grote renovatie had de club een overdekte hoofdtribune, en sta-tribunes die aan de lange zijdes overdekt waren. Eind jaren 90 begon een renovatieproject waarmee eerst de hoofdtribune, en later 2 andere tribunes zijn vervangen. In deze periode werd het stadion bekend onder de namen TOP Oss-stadion en Heesen Yachts-stadion.
Vanaf 1 augustus 2011 is het vernoemd naar Frans Heesen, de grondlegger van de vroegere hoofdsponsor Heesen Yachts. Dit als eerbetoon aan Heesen Yachts, die op eigen verzoek hun naam niet meer wilden binden aan het stadion van TOP Oss. TOP meent op hun beurt, dat ze veel dank zijn verschuldigd aan Heesen Yachts. Dit was een goede reden, om het stadion te gaan vernoemen naar Frans Heesen.
Sinds 2010 is een nieuw renovatieplan gestart onder de naam 'Talentencampus Oss'. In 2016 is hieraan de laatste hand gelegd. Het resultaat hiervan is dat op de plek van de ontbrekende tribune een school is gebouwd. Daarnaast is het hoofdgebouw, en het omliggende sportpark grondig gerenoveerd. Hiermee heeft de club een modern, en toekomstbestendig stadion met o.a. meerdere skyboxen, sportfaciliteiten, en een restaurant. Ook is de C-tribune grondig gerenoveerd, met als resultaat dat niet alleen het supportershome van TOP Oss, maar ook de kantine van de amateurtak hierin is gevestigd. De buitenzijde van de C-tribune bestaat uit grote glazen puien waardoor men vanuit de kantine van SV TOP tevens uitzicht heeft over de andere velden.
Tevens is in deze periode het natuurgras in het stadion vervangen voor een kunstgrasmat. Op deze manier is een onderhoudsvriendelijk veld gecreëerd waarop ook tijdens slechte weersomstandigheden kan worden gespeeld.

## Naamgeving

### Frans Heesen
Zoals in het vorige hoofdstuk beschreven, heet het stadion het 'Frans Heesen Stadion'. Frans Heesen is niet alleen (via Heesen Yachts) een belangrijke sponsor, maar ook een grote supporter.

### Sylvia van Hoogstraten
Sylvia van Hoogstraten was van 1991 tot 2015 office medewerker van TOP. In 2015 overleed ze plotseling. Ter nagedachtenis aan Sylvia, heet het kantoorcomplex van TOP Oss 'Syl's Office' .

### Raymond Koopman
De C-tribune is gesitueerd aan de korte zijde van het stadion. Deze tribune herbergt de harde kern van TOP. Een gedeelte van de C-tribune heet het 'Raymond Koopmanvak'. Raymond Koopman heeft in de jaren 90 als keeper van TOP furore gemaakt in het betaald voetbal.

### Frank van Roosmalen
Toen de club in 1991 terug kwam in de Eerste Divisie, werd ook de jeugdopleiding geformaliseerd. Frank van Roosmalen was de eerste speler die vanuit deze jeugdopleiding debuteerde in het eerste elftal. De promenade voor de C-tribune is vernoemd naar van Roosmalen, en heet de 'Frank van Roosmalenlaan'

## Interlands
Er is incidenteel een (jeugd)interland in Oss gespeeld. De meest recente was in 2009
| #  | Datum       | Wedstrijd                         | Uitslag | Competitie        |
| -- | ----------- | --------------------------------- | ------- | ----------------- |
| 1. | 12 feb 2009 | jong Nederland – jong Griekenland | 4 - 1   | Vriendschappelijk |

Abe Lenstra Stadion (sc Heerenveen) ·
De Adelaarshorst (Go Ahead Eagles) ·
AFAS Stadion (AZ) ·
Erve Asito (Heracles Almelo) ·
Euroborg (FC Groningen) ·
Stadion Feijenoord (Feyenoord) ·
Fortuna Sittard Stadion (Fortuna Sittard) ·
Stadion Galgenwaard (FC Utrecht) ·
De Goffert (N.E.C.) ·
De Grolsch Veste (FC Twente) ·
Johan Cruijff ArenA (Ajax) ·
Het Kasteel (Sparta Rotterdam) ·
Koning Willem II Stadion (Willem II) ·
MAC³PARK stadion (PEC Zwolle) ·
Mandemakers Stadion (RKC Waalwijk) ·
Philips Stadion (PSV) ·
Rat Verlegh Stadion (NAC Breda) ·
Yanmar Stadion (Almere City FC)
AFAS Trainingscomplex (Jong AZ) ·
Bingoal Stadion (ADO Den Haag) · 
Frans Heesen Stadion (TOP Oss) ·
GelreDome (Vitesse) ·
De Geusselt (MVV Maastricht) ·
GS Staalwerken Stadion (Helmond Sport) ·
De Herdgang (Jong PSV) ·
Jan Louwers Stadion (FC Eindhoven) ·
Covebo Stadion - De Koel - (VVV-Venlo) · 
Kooi Stadion (SC Cambuur)  · 
Kras Stadion (FC Volendam) ·
M-Scores Stadion (FC Dordrecht) ·
De Oude Meerdijk (FC Emmen) ·
Parkstad Limburg Stadion (Roda JC Kerkrade) ·
711 Stadion (Telstar) ·
De Toekomst (Jong Ajax) ·
Van Donge & De Roo Stadion (Excelsior)
De Vijverberg (De Graafschap) ·
De Vliert (FC Den Bosch) ·
Sportcomplex Zoudenbalch (Jong FC Utrecht) ·
AFAS Trainingscomplex (AZ Vrouwen) ·
Bingoal Stadion (ADO Den Haag Vrouwen) ·
Het Diekman (FC Twente Vrouwen) ·
Fortuna Sittard Stadion (Fortuna Sittard Vrouwen) ·
De Herdgang (PSV Vrouwen) ·
711 Stadion (Telstar Vrouwen) ·
Skoatterwâld (sc Heerenveen Vrouwen) ·
Sportpark Be Quick '28 (PEC Zwolle Vrouwen) ·
De Toekomst (Ajax Vrouwen) ·
Van Donge & De Roo Stadion (Excelsior Vrouwen) ·
Varkenoord (Feyenoord Vrouwen)
Zoudenbalch (FC Utrecht Vrouwen)
Alkmaarderhout (Alkmaar '54/AZ '67/AZ) ·
Amsterdamsestraatweg (Elinkwijk) ·
De Baandert (Sittardia/FSC/Fortuna Sittard) ·
Beatrixstraat (NAC) ·
De Berckt (SC Venlo'54/VVV) ·
Berg & Bos (AGOVV/AGOVV Apeldoorn) ·
Birkhoven (SC Amersfoort/HVC) ·
De Blauwe Kei (Baronie) ·
Bornsestraat (Heracles/SC Heracles '74) ·
De Boschpoort (MVV) ·
Botenlaan (Brabantia) ·
De Braak (Helmondia '55/Helmond Sport) ·
Brasserskade (DHC) ·
Breestraat (KFC/FC Zaanstreek) ·
Buiksloterbanne (De Volewijckers) ·
Cambuurstadion (SC Cambuur/Leeuwarden) ·
Damlaan (Hermes DVS) ·
Het Diekman (SC Enschede/FC Twente) ·
Duinhorst (Den Haag/Flamingo's '54) ·
Esserberg (Be Quick) ·
Fatimastraat (Baronie) ·
FC Twente-trainingscentrum (FC Twente Vrouwen) ·
Stadion Feijenoord (SVV) ·
Floreslaan (Fortuna Vlaardingen/FC Vlaardingen '74) ·
Frankelandsedijk (SVV) ·
Galgenwaard (DOS/Velox) ·
Gemeentelijk Sportpark Hilversum (SC 't Gooi/SC Gooiland/Hilversum) ·
Gemeentelijk Sportpark Tilburg (Willem II/NOAD) ·
Haarlemstadion (HFC Haarlem) ·
Harga (Hermes DVS/SVV) ·
Heekpark (SC Enschede/Enschedese Boys) ·
Heekstraat (Rigtersbleek) ·
Heerlenersteenweg (Juliana) ·
De Heikant (Achilles '29/Achilles '29 Vrouwen) ·
Het Heuveltje (Oldenzaal) ·
Hoornseveld (ZFC) ·
Houtrust (Holland Sport/SHS) ·
Houtsdonk (Helmond) ·
Industriestraat (NOAD) ·
Irislaan (VC Vlissingen/VCV Zeeland) ·
Jonkerbergstraat (Roda Sport) ·
Kaalheide (Rapid '54/Rapid JC/Roda JC/Roda JC Vrouwen) ·
Het Kasteel (Xerxes) ·
Kikkerpolder (UVS) ·
De Koeburg (Zeist) ·
Koning Willem II Stadion (Willem II Vrouwen) ·
Koningsweg (Velox) ·
De Koel (VVV-Venlo Vrouwen) ·
De Koog (FC Zaanstreek) ·
De Kraal (VVV/FC VVV) ·
Krommedijk (D.F.C./DS '79/SVV/Dordrecht '90) ·
J.H. Kruisstraat (Heerenveen/sc Heerenveen) ·
Laan van Vollering (DHC) ·
De Langeleegte (SC Veendam) ·
Leenderweg (De Valk) ·
Liesbosweg (Utrecht) ·
't Lood (AZ Vrouwen) ·
De Luiten (RBC) ·
Oosterenkstadion (Zwolsche Boys/PEC Zwolle) ·
Oosterpark (GVAV/Oosterparkers/FC Groningen) ·
Mauritsstadion (Fortuna '54/FSC) ·
De Meer (Ajax) ·
Mosveld (De Volewijckers) ·
Nieuw-Monnikenhuize (Vitesse) ·
Noordersportpark (EDO) ·
Olympia (RKC Waalwijk) ·
Olympisch Stadion (Blauw-Wit/Amsterdam/DWS/FC Amsterdam) ·
Olympisch Stadion (bijveld) (Blauw-Wit/DWS/FC Amsterdam) ·
De Planeet (SC Drente/Zwartemeer) ·
RBC-Stadion (RBC) ·
Reeweg (Emma) ·
Rolduckerstraat (Kerkrade/Roda Sport) ·
Rozenoord (DOSKO) ·
Sittardia-terrein (Sittardia) ·
Schoonenberg (Stormvogels/VSV/AZ Vrouwen/SC Telstar VVNH) ·
Spaarndammerdijk (DWS) ·
Straatweg (EBOH) ·
Aan de spoorbrug (LONGA) ·
Sportparklaan (RCH) ·
Stadspark (Velocitas) ·
Thomassen-terrein (Rheden) ·
Veemarktterrein (FC Utrecht) ·
Veldwijk (Twentse Profs/Tubantia) ·
Venweg (Limburgia) ·
De Vliert (BVV) ·
Volkspark (Enschedese Boys) ·
De Vrolijkheid (PEC Zwolle/Zwolsche Boys) ·
Wageningse Berg (Wageningen/FC Wageningen) ·
Walvisstraat (ONA) ·
Wassenaarseweg (UVS) ·
Westzanerdijk (ZFC) ·
De Wolfsdonken (Wilhelmina) ·
Xerxesweg (Xerxes) ·
Zuidendijk (EBOH) ·
Zuiderpark (ADO Den Haag)